# Перфілов Лев Олексійович
Лев Олексійович Перфілов (13 лютого 1933, Коломна, Московська область, РРФСР, СРСР — 24 січня 2000, Київ, Україна) — радянський та український актор театру та кіно, член Національної Спілки кінематографістів України. Заслужений артист УРСР (1988).

## Життєпис
Дитинство було важким: коли хлопчикові виповнилося 8 років, почалася війна. Його батько пішов на фронт. Льові не було й десяти років, коли його сім'я отримала повідомлення, що «старший лейтенант 142-ї стрілецької бригади, Перфілов Олексій Павлович, загинув у бою смертю героя 25 січня 1943 і похований у Ленінградській області».
Пізніше сім'я Перфілових переїхала на Камчатку. У школі Льова грав у драматичних гуртках, співав у шкільному хорі та Будинку піонерів.
Після закінчення школи Лев Перфілов з першої спроби поступив і в 1956 році закінчив Московське Вище театральне училище імені М. С. Щепкіна.
У 1957–1963 роках — актор Театру-студії кіноактора.

### В Україні
З 1963 року — переїхав в Україну, де став актором Київської кіностудії імені О. Довженка.
У кіно — з 1956 року. Зіграв понад 150 ролей в кіно- і телефільмах. Блискучий майстер невеликих і епізодичних ролей.
З великими ролями в актора не склалося: режисери запрошували його грати негативні ролі — п'яниць, покидьків, негідників тощо. Актор говорив: «Чим більше я граю негідників, тим чистіше стаю сам. Намагаюся спритно зіграти негідника, покидька. Бувало, що й перегравати головного героя. Глядачеві запам'ятовується негативний персонаж. В ім'я чого? Щоб ті, хто запам'ятає мене на екрані, вчасно побачили таку ж людину в житті. Нехай це гучні слова, але така моя громадянська позиція… А грати дуже цікаво, часом і не головну роль. Адже в одному епізоді можна показати ціле явище, шар нашого життя».
Велику популярність акторові принесла роль фотографа Гриші Ушивіна (на прізвисько «6 на 9») у картині Станіслава Говорухіна «Місце зустрічі змінити не можна» (1979).
Остання робота в кіно — роль пана Лиходума в картині 1999 року «Як коваль щастя шукав».
Володів незвичним хрипкуватим тембром голосу, який запам'ятовувався глядачам. Працював над дубляжем фільмів, а також — над озвучуванням мультфільму «Дуже давня казка» (1982).
Був музикальний, співав, мав добре почуття гумору. За спогадами Володимира Конкіна, з колегами актор був дуже принциповий і прямолінійний.

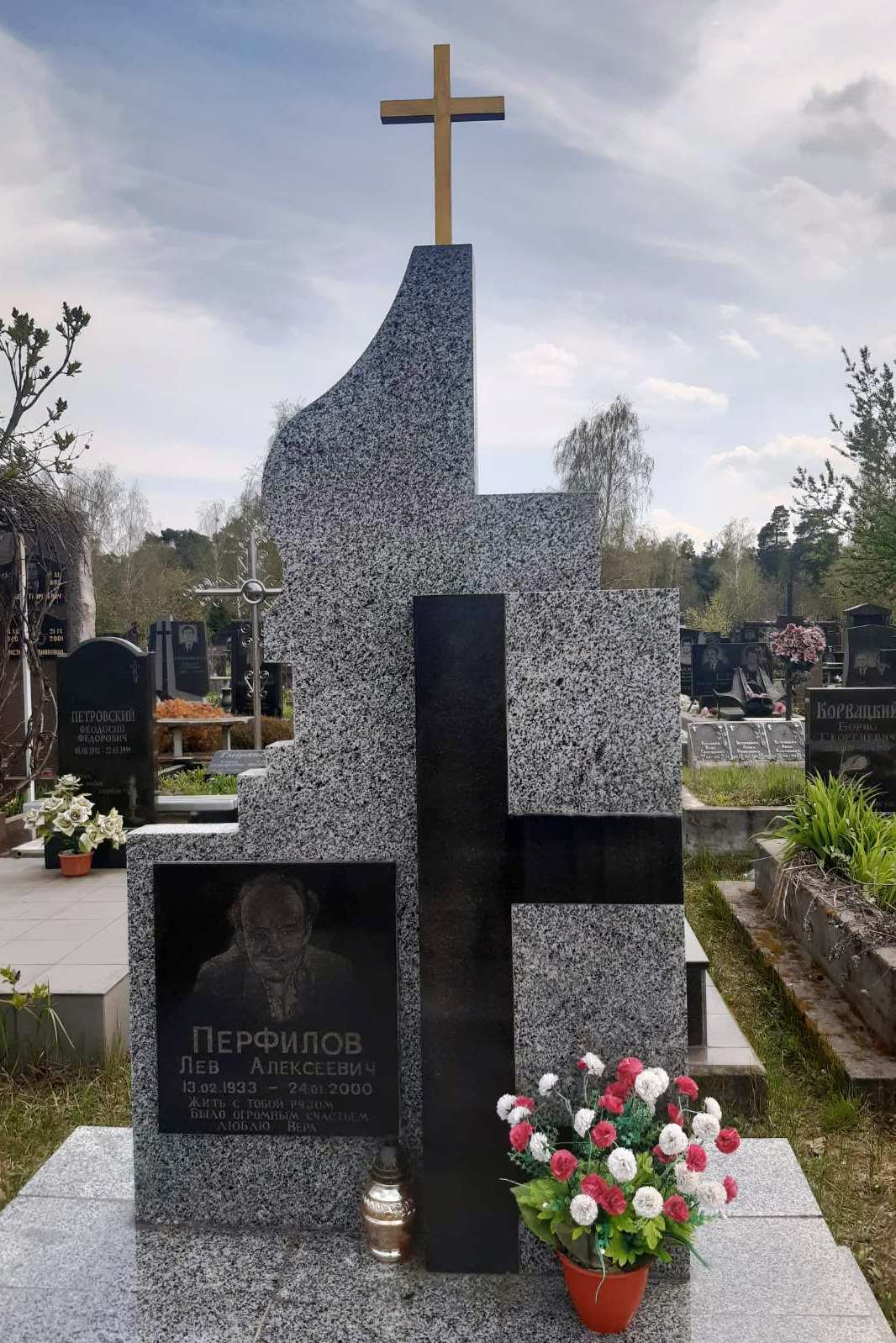
Могила Л. О. Перфiлова на Лiсовому кладовищi

Брав участь у роботі журі першого Київського кінофестивалю «Стожари» (1995). Займався громадською діяльністю.
Під час перебудови і в період розпаду СРСР чимало українських кіноакторів залишилися без роботи, деякі з них жили за межею бідності, оскільки кіностудія ім. О. Довженка на довгий час припинила випуск кінопродукції. Щоб привернути увагу влади до проблем своїх колег, Лев Олексійович на телебаченні веде авторську програму. Але влада сприйняла передачу як докір. Програму було закрито під тим приводом, що ведеться російською мовою. Лев Олексійович переживав це дуже болісно, беручи близько до серця.
На додачу до життєвих стресів та негараздів протягом останніх років Лев Олексійович тяжко хворів. Проблеми з легенями почалися ще замолоду. Недуга постійно давалася взнаки. У 1998 році актор ліг на операцію, яка пройшла вдало. Але тоді йому в кров випадково занесли інфекцію. Проблеми зі здоров'ям тільки наростали. Перфілова поклали у звичайну лікарню, де йому не могли надати необхідної допомоги. Друзі Перфілова, розуміючи, що актор згасає, почали клопотати про присвоєння йому звання Народного артиста України. Але начальство затягувало справу, очікуючи якихось підписів. Звання «Народного» Лев Олексійович так і не дочекався. У ніч на понеділок 24 січня 2000 року Лев Перфілов помер від емфіземи легень..
Похований на Лісовому кладовищі (108 ділянка, у центрі) (Київ).

### Пам'ять
- 11 червня 2004 року у місті Коломна, на будинку № 231–233 по вулиці Жовтневої Революції[ru], де жив актор, була встановлена й урочисто відкрита меморіальна дошка, на якій Лев Олексійович зображений у ролі фотографа Гриші Ушивіна з фільму «Місце зустрічі змінити не можна». Свої вітання надіслали московські кінематографісти. Були зачитані телеграми від Гільдії акторів кіно Росії, від Комітету з культури Державної Думи і від відомого кінорежисера Станіслава Говорухіна.[1]
- На російському телебаченні в документальному циклі «Як пішли кумири» («Как уходили кумиры») у 2006 році про Льва Перфілова була знята передача.

## Фільмографія
- 1956 — «Павло Корчагін» (Франц Клавічек)
- 1957 — «Гори, моя зоре» (Сашко)
- 1957 — «Поєдинок» (Лобов, прапорщик)
- 1958 — «Киянка» (Саша)
- 1959 — «Це було навесні» (науковий співробітник)
- 1959 — «Катя-Катюша» (Тарас)
- 1959 — «Таврія» (Вольдемар)
- 1961 — «Артист із Коханівки» (офіціант)
- 1961 — «З днем народження» (Одуванчиков)
- 1962 — «Здрастуй, Гнате!» (Прохазка)
- 1962 — «У мертвій петлі» (офіцер)
- 1963 — «Бухта Єлени» (Синиця)
- 1963 — «Стежки-доріжки» (завідувач будівництвом)
- 1964 — «Дочка Стратіона» (боєць)
- 1964 — «Сон» (кріпак)
- 1964 — «Казка про Хлопчиша-Кибальчиша» (буржуїнський офіцер)
- 1964 — «Ракети не повинні злетіти» (Фінк, німецький офіцер)
- 1964 — «Космічний сплав» (секретар)
- 1964 — «Повість про Пташкіна» (піонервожатий)
- 1965 — «До уваги громадян та організацій» (скептик)
- 1965 — «Акваланги на дні» («Патлатий», кримінальник)
- 1965 — «Лють» (білий офіцер)
- 1966 — ««Циклон» почнеться вночі» (обер-лейтенант Віллі Крюгер)
- 1966 — «Артист Федір Грай» (к/м)
- 1966 — «Бур'ян» (син куркуля)
- 1966 — «Пастка» (Шумахер)
- 1966 — «Прощавай» (моряк)
- 1967 — «Циган» (Костя, шофер)
- 1967 — «Дубравка» (залицяльник на пляжі)
- 1967 — «Ця тверда земля» (епізод)
- 1967 — «З нудьги» (епізод)
- 1967 — «Берег надії» (журналіст-іноземець)
- 1967 — «Сергій Лазо» (патрульний)
- 1967 — «Великі клопоти через маленького хлопчика» (режисер в «Зеленому театрі»)
- 1968 — «Сліпий дощ…» (к/м, чоловік у чорних окулярах)
- 1968 — «Розвідники» (німецький офіцер)
- 1968 — «Варчина земля» (фельдшер)
- 1969 — «Поштовий роман» (відвідувач ресторану в готелі)
- 1969 — «Серце Бонівура» (Лисянський, вантажник «офіцерської артілі»)
- 1970 — «У тридев'ятому царстві...» (пасажир з трубкою, старий лакей, міністр, охоронець)
- 1970 — «Олеся» (шинкар)
- 1970 — «В'язні Бомона» (Андрій, укладений)
- 1970 — «Шлях до серця» (лікар-ординатор)
- 1970 — «Блакитне і зелене» (к/м, епізод)
- 1970 — «Між високими хлібами» (сусід Богдана)
- 1971 — «Захар Беркут» (боярин, роль озвучив інший артист)
- 1971 — «Бумбараш» (Меланій, брат Бумбараша)
- 1971 — «Іду до тебе…» (врач)
- 1971 — «Зухвалість» (часовий)
- 1971 — «Лада з країни берендеїв»
- 1971 — «Людина в прохідному дворі» (співробітник КДБ)
- 1971 — «Інспектор карного розшуку» (дамський перукар)
- 1972 — «Випадкова адреса» (лікар)
- 1972 — «Наперекір усьому» (Загорський)
- 1972 — «Віра, Надія, Любов» (Михайло Михалич)
- 1972 — «Тільки ти» (радіокореспондент)
- 1973 — «Будні карного розшуку» (Мальцев, батько Свєти)
- 1973 — «Дума про Ковпака» (профспілковий лідер)
- 1973 — «Як гартувалась сталь» (Ярошевський-молодший)
- 1975 — «Стара фортеця» (у 3-й ч., Кашкет)
- 1974 — «Гуси-лебеді летять» (попович)
- 1974 — «Блакитний патруль» (браконьєр)
- 1974 — «Лицар Вася» (к/м)
- 1975 — «Капітан Немо» (Пандер / Джонсон)
- 1975 — «Це було в Міжгір'ї» (Мацієвський)
- 1975 — «Весна двадцять дев'ятого» (диспетчер на будівництві)
- 1975 — «Хвилі Чорного моря» (злочинець Мочений)
- 1975 — «Там вдалині, за рікою» (бандит)
- 1976 — «Дні Турбіних» (городянин)
- 1976 — «Легенда про Тіля» (тюремник)
- 1976 — «Еквілібрист» (клоун)
- 1976 — «Театр невідомого актора» (епізод)
- 1977 — «Народжена революцією» (9-10 серії)
- 1977 — «Ненависть» (поп Веніамін)
- 1977 — «Місце спринтера вакантне» (Бунін)
- 1977 — «Організація боротьби з пожежами в сільській місцевості» (к/м, головна роль)
- 1977 — «Чарівний голос Джельсоміно» (Калімер, донощик)
- 1978 — «Маршал революції» (епізод)
- 1978 — «Де ти був, Одіссею?» (Гук, доктор)
- 1978 — «Наталка Полтавка» (Тетерваковський)
- 1979 — «Місце зустрічі змінити не можна» (фотограф Гриша Ушівін)
- 1979 — «Задача з трьома невідомими» (спеціаліст з хутра)
- 1979 — «Пригоди Електроніка» (Люг, гангстер в банді Стампа)
- 1979 — «Поїзд надзвичайного призначення»
- 1980 — «Скарбничка» (поліцейський)
- 1980 — «Незакінчений урок» (вчитель фізкультури)
- 1980 — «Народила мене мати щасливим...» (сторож)
- 1981 — «Фруза» (Петроченков)
- 1981 — «Пригоди Тома Сойєра і Гекльберрі Фінна» (пастор)
- 1982 — «Трест, що луснув» (аферист з замковою щілиною)
- 1982 — «Повернення Баттерфляй» (доктор)
- 1982 — «Сльози капали» (власник піаніно)
- 1983 — «Зелений фургон» (навідник)
- 1983 — «Вітя Глушаков — друг апачів» (вантажник)
- 1984 — «Зудов, ви звільнені!» (Кулябський)
- 1985 — «Найчарівніша і найпривабливіша» (Петро Васильович, начальник Наді)
- 1986 — «Кін-дза-дза!» (Кирр, чатланин-дисидент, що мешкає на кратері)
- 1987 — «Голий» (людина в окулярах, крадій одягу)
- 1989 — «Етюди про Врубеля» (епізод)
- 1989 — «Важко бути Богом» (Лже-Будак)
- 1989 — «Шляхетний розбійник Володимир Дубровський» (управитель)
- 1990 — «День любові» (бухгалтер)
- 1990 — «Відьма» (Прокіп Пістряк)
- 1991 — «Чудо в краю забуття»
- 1990 — «Мій чоловік — іншопланетянин» (стоматолог)
- 1991 — «Ятрінська відьма»
- 1993 — «Єлисейські поля» (нотаріус)
- 1993 — «Злочин з багатьма невідомими» (телесеріал, адвокат доктор Дулемба)
- 1994 — «Очікуючи вантаж на рейді Фучжоу біля пагоди» (батько Катерини)
- 1994 — «Тринь-бринь» (старий)
- 1994 — «Амур і Демон»
- 1994 — «Фабрика витончених вбивств» (Шоумен)
- 1996 — «Judenkreis, або Вічне колесо» (лахмітник)
- 1997 — «Кульбабове вино» (містер Джонас)
- 1999 — «Як коваль щастя шукав» (пан Лиходум) та ін. кінокартини.